# Архангеловден
Архангеловден, наричан по-официално Събор на свети архангел Михаил и другите небесни безплътни сили, е християнски празник в чест на архангел Михаил и на възглавяваните от него небесни сили, известни като "ангелски чинове", от които този наричан ангели е считан за най-ниския и най-близък до хората.
Установен е в чест на „съборното единство на ангелските чинове“. Православните църкви, възприели Новоюлианския календар го отбелязват на 8 ноември по Григорианския календар, тези придържащи се към Юлианския календар за богослужебни цели – на 21 ноември, а в католицизма се чества на 29 септември.
8 ноември е и професионален празник на полицаи, месари, колбасари и урбанисти. Свързан е Архангеловската (Рангеловската) задушница, правена в съботата преди него.

## Имен ден
Денят е и имен ден на хора, чиито имена са свързани по някакъв начин с ангелските чинове, а най-вече с архангелите (втория най-нисш чин). Сред тях са:
- Ангел и Ангела и подобни и производни, като Ангелин, Ангелина, Ангелинка, Анджела, Анджело, Анджи, Анжела, Анжел, Анжело, Архангел.
- Михаил и Михаела и други имена, започващи с буквата М (заради архангел Михаил), като: Мила, Милан, Миле, Милица, Милен, Милена, Миленка, Милка, Милко, Милтен, Милчо, Майкъл, Михаила.
- Свързаните с пламъците, заради огнените качества, приписвани на серафимите (най-висшия чин), като: Огнян, Огняна, Пламен, Пламена. Пак във връзка с тях се чества и от наричащите се Серафим и Серафима.
- Рафаил и Рафаела и други имена, започващи с буквата Р, с което близки до това на архангел Рафаил, като: Радка, Райка, Райко, Райна, Райчо, Рангел, Рафаел, Рая, Раян, Раяна, Рени, Руси, Руска, Руслан, Радослав, Радослава
- други имена, чиито носители имат сходни основания. Архангелите са общо 7, а всички небесни сили, служещи на Господ, според Дионисий Ареопагит са групирани в 9 категории (ангелски чинове, разделени на 3 групи), а именно: серафими, херувими и престоли, господства, сили и власти, начала, архангели и ангели.

## Представи за ангелите и архангелите
Според християнската религия, всеки от архангелите (първенстващите ангели), стоящи край Бога, има своя мисия. Един е „известител на тайните човешки“, друг е „церител на недъзите“, а Архангел Михаил е „пазител на душите и борец против злото“. Счита се, че един от по-видните ангели или от архангелите, станал известен като Сатана и Луцифер, наричан в Библията (Исаия 14:12) Звезда и Денница (име давано на изгряващата планета Венера, във вида й смятан за митичната звезда и богиня Зорница/Аврора и за божеството Фосфор) е изгубил мястото си и е представян, като водач на злите сили в света, включително увлечените от него в бунта му против Йехова ангели.
Широко разпространена е вярата в ангели-пазители. В преданията на православните християни, при кръщението му на човека бива определян собствен ангел-пазител, който го предпазва от опасности, беди и скърби и се грижи да го напътства и назидава в дух на праведност. В този смисъл е изобразяван и като олицетворената му съвест. Същевременно, според тези представи, ангелът-пазител не е абсолютно задължен да избавя подопечния си от всички злочестини, от които е заплашен на този и онзи свят и дори може напълно да го изостави. От друга страна за помощ от всякакъв вид християните се обръщат и към ред други сили и разчитат най-вече на Исус Христос и на неговите милост и благоволение. Във връзка с това е и решението на Лаодикийския събор от 360 г. да се забрани и обяви за еретичен популярния (особено в град Колоса , в областта Фригия - по-късният център на обновения култ към Архангел Михаил) по онова време култ към ангелите, като към най-висши същества и създатели на света, чието почитание е достатъчно за спасение на душата, за което от ортодоксалното християнство се предписват и вяра в Бога и почитанието му. Свързана с Колоса и близкото градче Хони е и легендата, залегнала в основата на празника на чудото на Михаил, празнуван в Русия, Украйна и другаде на 6 (19) септември. Архангел Михаил е почитан отделно и от коптите (на всяко 12-то число от месеца по техния календар), както и от католиците - на 8 май по Григорианския календар.
Като вожд на всички небесни сили, Архангел Михаил се ползва с особено внимание от страна на вярващите. Смятан е за един от покровителите на военните, предвид това, че и небесната му служба е военна - например в борбите от Армагедон. Описван е като „вожд на небесните сили“, „борец против духовете на тъмнината“, „защитник на християните от Дявола“, „предводител на Христовите армии срещу езичниците“, „пазител на нашите души“ и „душевадец“. Последното значи, че прибира/отвежда душата на човека, при смъртта му, която и настъпва винаги с негово участие. Колкото по-праведен е бил човек през времето на земния си път, толкова по-чиста отива душата му при Архангел Михаил.
Според българските народни вярвания, той е един от братята светци-юнаци, на когото при подялбата на света са се паднали мъртвите души. В легендите той е описван, като ангел на смъртта - взима душата на умиращия, подавайки му обикновено ябълка (китка/букет). По тази причина е наричан и душовадник, вадидушник, което вероятно отразява и представите, свързани във фолклора с идеята, че в момента на смъртта си човек е посещаван (и убиван) от свръхестествено същество, въоръжено с коса, което разделя душата от плътта му. При смърт, българите са вярвали, че ако умиращият се усмихва, значи Архангел Михаил му е подал златна ябълка (вълшебен плод, даряващ сили и живот). Често е рисуван и изографисван с огнен меч и копие, с което пробожда Дявола.

## Обичаи
В съботата преди Архангеловден се прави Архангелската задушница – една от най-големите през годината, което е в пряка връзка в представата за свети Архангел Михаил като ангел на смъртта. За задушницата, както и за патронния празник на светеца, се приготвят специални обредни хлябове, наричани Рангелово блюдо, Рангелов хляб, Арангелово и др., които по външен вид и названия повтарят основните хлябове, приготвяни за погребение. Най-възрастният човек в дома разчупва хляба на кръст и изрича думите: „Свети Архангеле, свети Никола и вси светци, помагайте ни, почитаме ви и сечем колач да се роди мъж до тавана!“. Сипва отгоре вино от пръстена (направена от пръст/глина) паница, а домакинята събира с шепи виното и го разпръсква навсякъде в къщата за берекет (изобилие). Тя също изрича думите: „Свети Архангеле, свети Никола и вси светци, помагайте ни, почитаме ви и сечем колач да се роди жито до пояс! Сега с що можахме, а догодина с що искаме! Сега с паница, догодина с бакъра!“, а понякога именно тя разчупва обредния хляб и дава на всекиго. Къшеят хляб са поема с две ръце и да се изрича благословия.
На самият празник се организират курбани за архангел Михаил, семейни и родови служби, общоселски празници и събори. Трапезата в чест на Архангел Михаил е празнична – коли се курбан и се пекат така наречените рангеловски хлябове, които са 2 вида: боговица и рангелово блюдо. В задължителните ястия на трапезата се включват и овнешко или шилешко, варено жито, фасул и червено вино.